# Антиподска острва
Антиподска острва (Antipodes Islands) се налазе 860 km југоисточно од Новог Зеланда, којем и припадају. Географске координате су 49°40′0.12″ ј. г.ш и 178°46′0″ и. г.д. То су вулканска, ненасељена острва. Име су им дали Британци мислећи да су антипод Велике Британије на Земљиној површини, али супротна тачка ових острва се у ствари налази у Француској.

## Географија
Главно, доминантно величином у овом архипелагу, јесте Антиподско острво (20 km²). Друго, али знатно мање од главног је острво Болонс (Болонсово острво, 2 km²), североисточно од њега. У близини Болонса је још мање острво Арчвеј. Западно од Антиподског су острва Винвард (Острва приветрине), а источно острво Ливард (Острво заветрине). Највиши врх Антиподских острва је активни вулкан Галовеј (366 m) на главном острву. У његовој близини је други по висини врх Вотервеј (361 m).

## Историја
Не постоје докази да су острва посећивана пре европских истраживања. Први пут су мапирана 1800. године од стране Хенрија Вотерхауса, капетана британског брода Релијанс. Убрзо су острва почели да посећују ловци на фоке крзнашице, посебно у периоду 1805-1807. године, када је на њему боравило осамдесетак људи. Сукобљавали су се британски и амерички трговци крзном. Каснији покушаји гајења говеда су пропали, а острва су остала ненасељена. Било је случајева да су бродоломници овде проналазили спас, као 1893. године (16 људи), када су преживљавали 87 дана, пре него што их је покупио пароброд.

## Фауна острва
Острва су станиште великог броја морских и других врста птица. На њима живи ендемични папагај, антиподски какарики (Cyanoramphus unicolor). Антиподска шљука (Coenocorypha aucklandica meinertzhagenae)је подврста субантарктичке шљуке, која живи и на околним острвима. Међу морским птицама се истичу пингвини, албатроси и бурнице. Чести су жутоухи и склатерови пингвини. Склатеров пингвин (Eudyptes sclateri) се гнезди само на овим острвима и суседном Баунтију. Гнезди се и више врста албатроса, међу којима и антиподски (Diomedea antipodensis).